# آدریان اصفهان

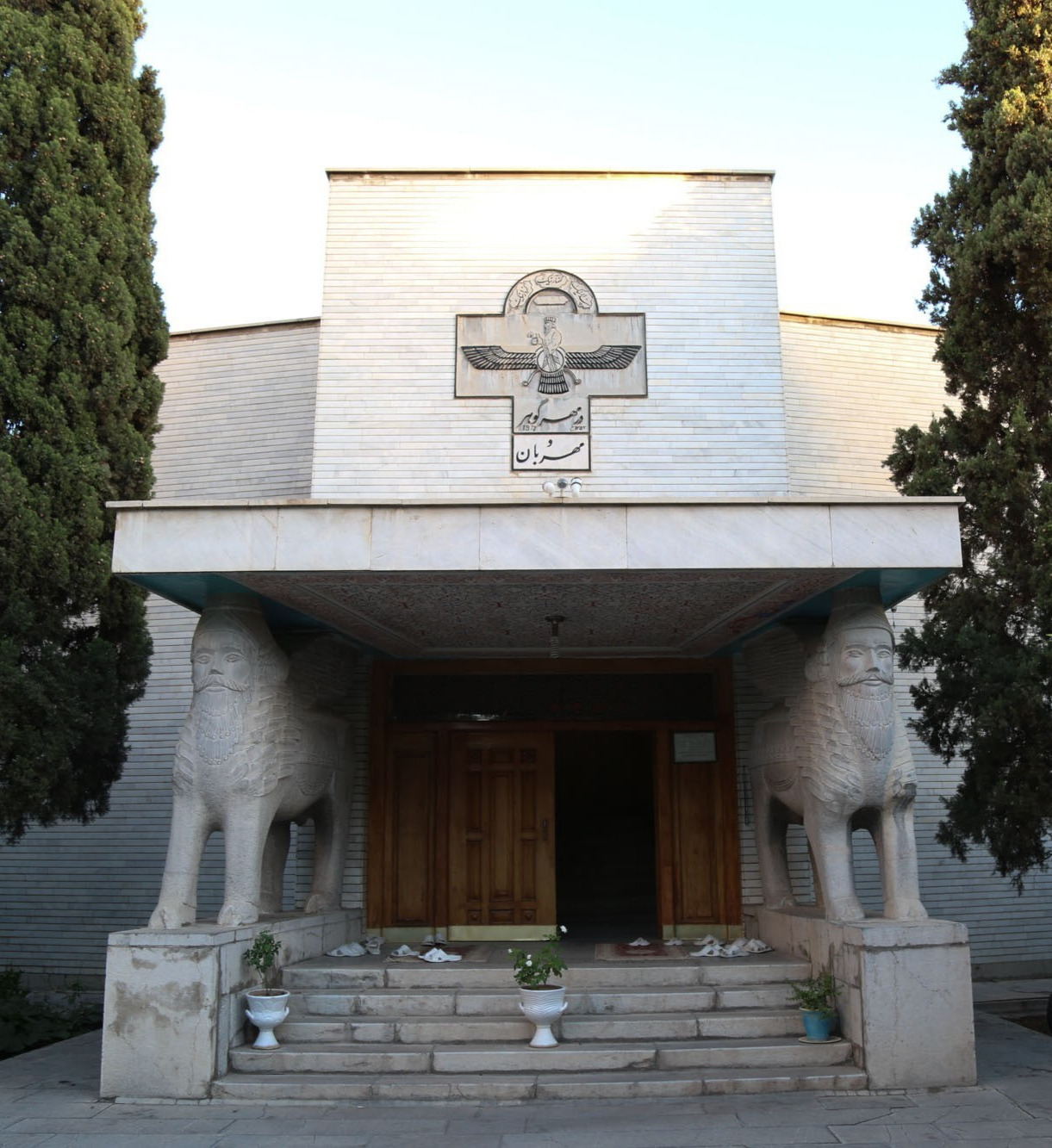

ورودی آتشکده درب مهر گوهر و مهربان(آدریان اصفهان)
آدُریانِ اصفهان یا دربِ مهرِ گوهر و مهربان، نیایشگاهِ کنونیِ مزدیسنان و جایگاهِ نگهداری آتش مقدس در شهرِ اصفهان است. اما پیشترها، مهمترین آتشگاه در اصفهان در کوهِ آتشگاه بوده است.
در اصفهان، زرتشتیان آزادانه در آتشکده خود رسومشان را اجرا می‌کنند. مسلمانان در مسجد، ارمنی‌های مسیحی در کلیسا و یهودیان در کنیسه‌هایشان عبادت و راز و نیاز می‌کنند.

## نامشناسیِ آدریان
- آدُران یا آدریان یا آذران، همان آتشگاه یا آتشکده است. به روزگار ایران باستان این واژه از دو بخشِ آدُر و آن پی می‌گرفت. بخش نخست به معنای آذر یعنی آتش است. در برهان قاطع آمده: آدر بر وزن مادر همان آذر، آتش است. در لغتنامه دهخدا نیز این معنا دیده می‌شد و اما پاره دیگر، آن است که در نام‌های جغرافیایی، نشانِ نسبتِ فراوان و جایگاه است. همچون گرگان و … بنابراین ترکیب آذر+ان جایی را تداعی می‌کند که آدر= آذر= آتش در آن بسیار است و این یادگاری است به روزگار ایران باستان و رواجِ مزدیسنا.
- ظرفی که آتش را در آن نگهداری می‌کردند: آدوران، آتشدان و آتشگاه نام گذاری کرده‌اند.

## گوهر و مهربان
این جایگاه با دَهش و یاریِ گوهر و مهربانِ زرتشتی برای رفاهِ مزدیسنان سامان یافته است.
تابلویی است که بر در نیایشگاه و عبادتگاه زرتشتیان استان اصفهان به چشم می‌خورد عبارت است از: «به یاری اهورامزدا، در مهر گوهر و مهربان، زمان بازدید یا نیایش، 8 بامداد تا 12 نیمروز، 4 پسین تا 8 شامگاه انجمن زرتشتیان استان اصفهان.» 